# Puconci
Puconci – wieś w Słowenii, siedziba gminy Puconci. W 2018 roku liczyła 629 mieszkańców.